# NGC 2004
NGC 2004 ist ein offener Sternhaufen im Sternbild Schwertfisch. Er gehört zur Großen Magellanschen Wolke und hat eine Winkelausdehnung von 2,7' und eine scheinbare Helligkeit von 9,6 mag. Das Objekt wurde am 24. September 1826 von James Dunlop entdeckt.